# Diego della Ratta
Diego della Ratta (1285 – Caserta, dicembre 1325) è stato un nobile italiano, conte di Caserta.

## Biografia
Di origine spagnola (forse aragonese o catalano), fu il primo della famiglia della Ratta (prima "de La Rath") a trasferirsi nel Regno di Napoli, durante la guerra del Vespro. Probabilmente giunse a Napoli al seguito di Violante d'Aragona, andata sposa a Roberto d'Angiò nel 1297.
Si sposò poi con Domicella, dama di compagnia di Sancia di Maiorca, regina di Napoli e seconda moglie di Roberto d'Angiò.
Diego prese parte a varie campagne militari, guadagnandosi il favore della corte napoletana e ottenendo feudi e titoli. Fu coinvolto in diverse azioni militari in Italia, tra cui l'assedio di Pistoia e la battaglia di Montecatini. Dopo varie posizioni di comando militare e politico, si ritirò nel Regno di Napoli dove divenne conte di Caserta e morì verso la fine nel 1325 o l'anno seguente.
Dal matrimonio con Domicella ebbe due figlie, Caterina e Agnese, mentre dal secondo matrimonio con Odolina Chiaromonte ebbe quattro figli: Francesco, Simone, Violante e Isabella.

## Citazione nel Decameron di Giovanni Boccaccio
Diego della Ratta è protagonista nel Decameron nella terza novella della sesta giornata, quella di cui è protagonista Nonna de' Pulci.
Giovanni Boccaccio lo descrive come un affascinante corteggiatore catalano che giunge a Firenze, si innamora di una donna sposata e, pur di averla, paga il marito, che accetta i soldi. Solo dopo, però, il marito scopre di aver ricevuto monete false.
Ed è qui che nasce la celebre espressione:
(Giovanni Boccaccio, VI giornata, novella 3)

## Citazione in un sonetto di Cecco Angiolieri
Diego della Ratta è protagonista del sonetto Lassar vo' lo trovare di Becchina nelle Rime CVII.
Cecco Angiolieri lo descrive come un "Mariscalco" (verso nº 2) che si pavoneggia nella città di Firenze, volendosi far credere quello che in realtà non è, fra l'altro "pare un gallo ed è una gallina", donde l'avvertimento a "donne e donzelle" che il "su' fatto è solo di parvenza" (verso nº 11).